# تيرنان (زاز الشرقي)
تیرنان (بالفارسية: تیرنان) هي قرية تقع في إيران في قسم زاز الشرقي الریفي. يقدر عدد سكانها بـ 29 نسمة بحسب إحصاء 2016.